# Radoslav Rochallyi

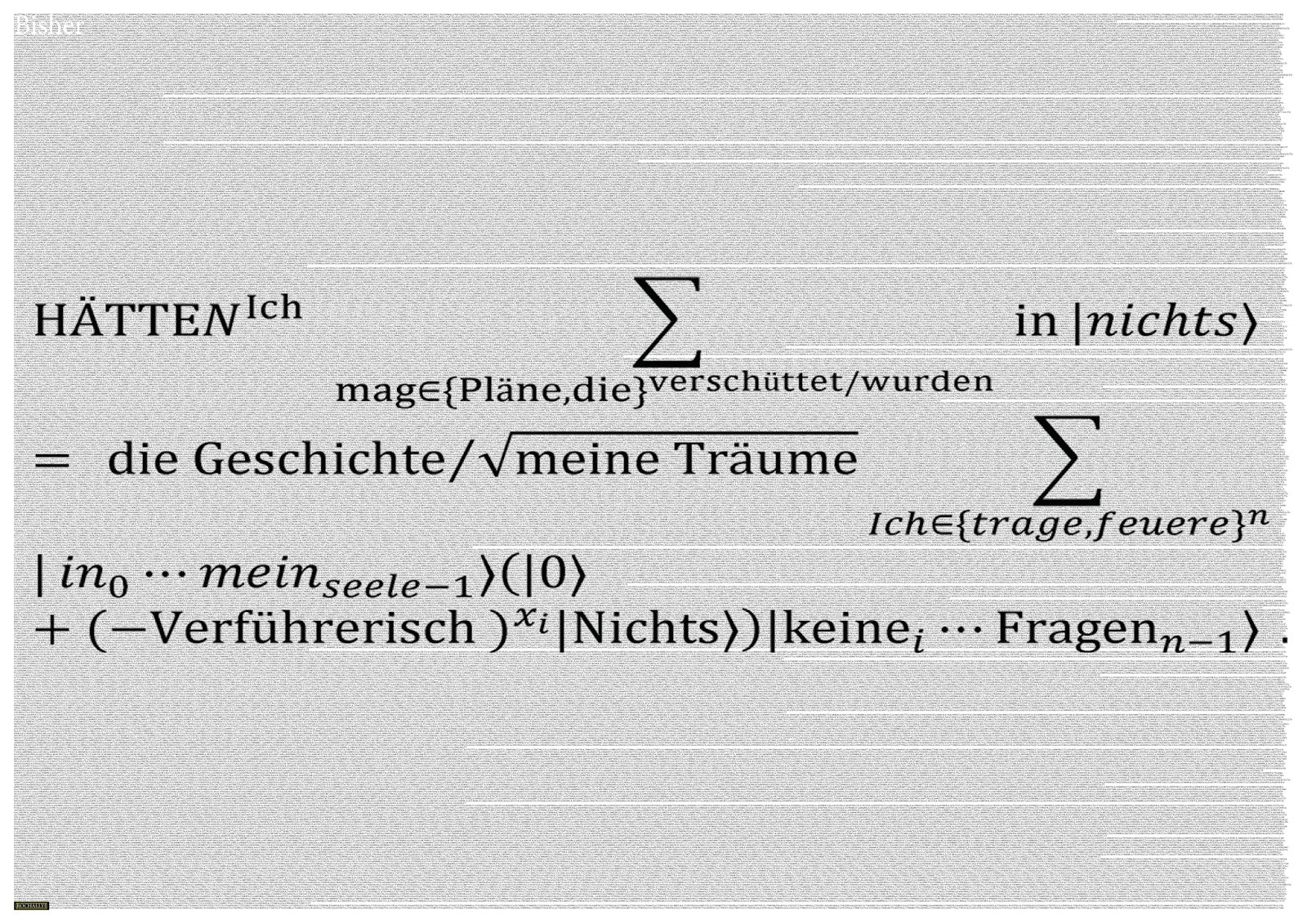
Sample of DNA Equation poetry, 2019, Poem title: Bisher

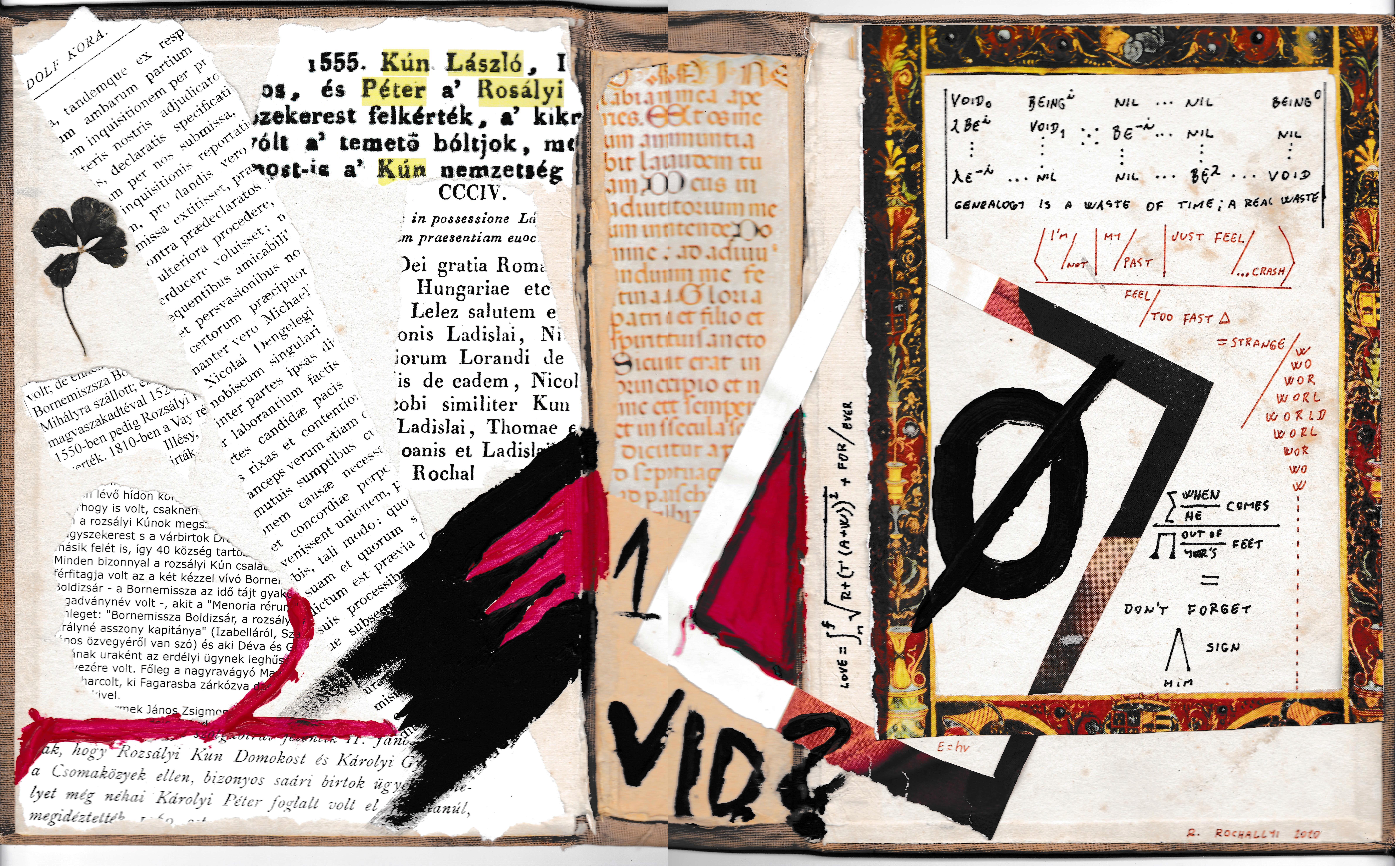
Visusal Art, 2020, title: GeneaWaste

Radoslav Rochallyi (Bardejov, 1 mei 1980) is een Slowaaks filosoof, schrijver en dichter die in Tsjechië woont.

## Biografie
Rochallyi werd geboren in Bardejov, gelegen in de regio Prešov van wat tegenwoordig de Slowaakse Republiek is in een familie met Lemko en Hongaarse roots. De auteur studeerde af in management aan de London International Graduate School en heeft een certificaat in schone kunsten, dat hij behaalde aan het Pratt Institute. Hij studeerde ook filosofie en wiskunde (lineaire algebra). Hij is lid van Mensa en lid van de Vereniging van Slowaakse Schrijvers. Hij is een in Tsjechië wonende kunstenaar.
Hij is gepubliceerd in tal van bloemlezingen en tijdschriften. Bijvoorbeeld in bloemlezingen en tijdschriften die zijn gepubliceerd aan Stanford University, California State University, Dixie State University, Olivet College of Las Positas College.

## Werken
Rochallyi gebruikt wiskundige taal als organiserend principe, terwijl hij tegelijkertijd wiskundige symbolen gebruikt om intonatienotatie te beschrijven of om verschillende soorten specificaties te definiëren waarvan de semantiek gemakkelijker of effectiever in non-verbale vorm kan worden uitgedrukt.

### Poëzie
- 2004 – Panoptikum: Haikai no renga. [in Slovak]. ISBN 978-1981294893.
- 2014 – Yehidah. [in Slovak] 2014. 67 p. ISBN 978-1523354542.
- 2015 – Golden Divine. [in Slovak] Brno: Tribun EU, 34 p. ISBN 978-80-263-0877-5.
- 2015 – Blood. [in Slovak]2015. 43 p. ISBN 978-80-972031-7-7.
- 2016 – Torwalden. [in Slovak] 2016. ISBN 978-1534848702.
- 2018 – Mechanics of everyday life. [in Slovak] 2018. ISBN 978-80-8202-030-7.
- 2018 – Arété.[in Slovak] 2018. ISBN 978-80-8202-041-3
- 2019 – DNA: Leinwänden der Poesie [in German] ISBN 978-8097350116
- 2019 – DNA: Canvases of Poetry [in English]  ISBN 978-8097350123
- 2020 – PUNCH [in English]  ISBN 978-8097373702
- 2021 – # mathaeata [in English],  ISBN 9788097373719
- 2022 – Rovnicová poézia/ Equation Poetry. [in Slovak] Bratislava: Drewo a srd, 96 p.ISBN 978-80-89550-80-7

### Proza
- 2017 – A Letter for a son.Brno: Tribun EU, 2017. 98 p. [in English] ISBN 978-80-263-1195-9.
- 2019 – Mythra Invictus. The destiny of man. Bratislava: VSSS, 2019. 108 p. [in English] [in German] ISBN 9788082020857.
- 2020 – ESSE. Theorems on morality and power. Bratislava: EOCN. 168p. [in English] ISBN 978-80-9735-013-0.

## Voetnoten
1. ↑  (sk) Cifra, Stefan, Rochallyi's member medallion. Association of Slovak Writers (2017). Gearchiveerd op 27 juli 2022.
2. ↑  (en)  (2022). Constance Brewer (red.). Bio Radoslav Rochallyi. Gyroscope Review (22-3) (Gyroscope Press: USA).
3. ↑  Mensa Slovensko: Radoslav Rochallyi. Mensa. Gearchiveerd op 27 september 2020. Geraadpleegd op 30 augustus 2020.
4. ↑  Radoslav Rochallyi profile. Geraadpleegd op 26 juni 2023.
5. ↑  (en) Carlaftes, Peter (2020). The Media Promises. MAINTENANT 14-Contemporary Dada Art & Writing 14 (Three Rooms Press: New York, USA).
6. ↑  (en)  (2020). Phillipe Martin Chatelain (red.). Poetry / @rochallyi /. In Parentheses Literary Magazine (Fall 2020) 6 (2) (IN PARENTHESES.ART: USA).
7. ↑  (sk) BÁSNICI 2018 (Poets 2018): The Dictionary and anthology of Slovak poets., 1nd. Spolok slovenských spisovateľov, Bratislava (2018). ISBN 978-80-8194-101-6. Gearchiveerd op 25 oktober 2021.
8. ↑  (en)  (2022). Peabody Richard (red.). When he comes out-R.Rochallyi. Gargoyle Magazine (75) (Paycock Press: Washington, USA). ISSN: 0162-1149.
9. ↑   (8 mei 2021). The World Pretends to Be Burning. Mantis, Stanford Journal of Poetry, Criticism, and Translations (19): 128 (Stanford University). ISSN: 1540-4544.
10. ↑   (8 mei 2021). RTAW. Watershed Review at Chico State 43 (California State University).
11. ↑   (28 oktober 2020). The Halved. Route 7 Review 1 (8) (Dixie State University). ISSN: 2694-1481.  Gearchiveerd van origineel op 29 augustus 2022. Geraadpleegd op 3 november 2020.
12. ↑  Melissa Korber (2020). Poetica. Havik 2020: Homeward- the las Positas College Journal of Arts and Literature 1 (The Las Positas College: CA, USA).
13. ↑  Radoslav Rochallyi. Novotvar. The international literary festival Novotvar. Geraadpleegd op 10 augustus 2022. “1”